# 太平乡 (东营市)
太平乡是中国山东省东营市河口区下辖的一个乡。

## 行政区划
太平乡下辖太二村、太三村、南李村、龙泉村、官庄村、立新村、韩家村、和平村、果园村、太和村、建设村、顺河村、丁家村、兴华村、联合村、双泉村、肥城村、胜利村、赵王村、三合村、南楼村、双胜村、一顷六村、坝上村、马家村、龙王村、东兴村、丁王村、中义村、中合村、新兴村、北楼村、爱和村、星北村、星南村、刘瞿阝村、仁义村、西华村、三泉村、太一村。